# Гассель (Везер)
Гассель (нім. Hassel) — громада в Німеччині, розташована в землі Нижня Саксонія. Входить до складу району Нінбург. Складова частина об'єднання громад Графшафт-Гоя.
Площа — 17,6 км2. Населення становить 1722 ос. (станом на 31 грудня 2021).